# Esmé & Roy
Esmé & Roy est une série télévisée d'animation américaine en 26 épisodes et diffusée depuis le 18 août 2018 sur le réseau HBO et Treehouse TV,,.
En Suisse, la série est diffusée sur RTS Un.

## Synoposis
Esmé & Roy suit une jeune fille nommée Esmé et son meilleur ami monstre, Roy, les "gardiens de monstres" les plus demandés à Monsterdale, une ville peuplée principalement de monstres. Le duo a cherché à résoudre de gros problèmes en jouant et en aidant les jeunes monstres à résoudre leurs problèmes.

## Voix québécoises
- Bruno Marcil : Roy
- Elisabeth Forest : Esmé

 Source et légende : version québécoise (VQ) sur Doublage.qc.ca